# فردریک تروس
سر فردریک تروس، بارونت اول (به انگلیسی: Sir Frederick Treves, 1st Baronet) (فوریه ۱۸۵۳–۷ دسامبر ۱۹۲۳) جراح برجسته بریتانیایی و متخصص در کالبدشناسی بود. تروس به دلیل درمان جراحی آپاندیسیت شهرت داشت و به خاطر نجات جان پادشاه ادوارد هفتم در سال ۱۹۰۲ سرشناس شد. او همچنین به دلیل دوستی‌اش با جوزف مریک، که به دلیل ناهنجاری‌های شدیدش معرف به «مرد فیل‌نما» لقب گرفته بود، شهرت زیادی دارد.

## خانواده
در سال ۱۸۷۷، تروز با آن الیزابت، دختر آلفرد ساموئل میسون، از دورچستر ازدواج کرد. آنها دو دختر داشتند، انید مارجری تروز - که در سال ۱۹۰۲ با سرهنگ چارلز دلمه رادکلیف، ازدواج کرد - و هتی ماریون تروس (۱۸۸۲–۱۹۰۰).

## تصویرسازی‌های تخیلی
تروس یکی از شخصیت‌های اصلی فیلم مرد فیل‌نما ساخته دیوید لینچ در سال ۱۹۸۰ است که در آن آنتونی هاپکینز نقش او را بازی کرد.